# Gare de Luttre
La gare de Luttre est une gare ferroviaire belge de la ligne 124, de Bruxelles-Midi à Charleroi-Central, située à Luttre, section de la commune de Pont-à-Celles dans la province de Hainaut en région wallonne.
Elle est mise en service en 1843 par les Chemins de fer de l'État belge. 
C'est une gare de la Société nationale des chemins de fer belges (SNCB), desservi par des trains InterCity (IC), Suburbains (S) et d’Heure de pointe (P).

## Situation ferroviaire
Établie à 125 mètres d'altitude, la gare de Luttre est située au point kilométrique (PK) 40,606 de la ligne 124, de Bruxelles-Midi à Charleroi-Central, entre les gares ouvertes d'Obaix-Buzet et de Courcelles-Motte.
Gare de bifurcation, elle est l'aboutissement de la ligne 117, de Braine-le-Comte à Luttre.

## Histoire

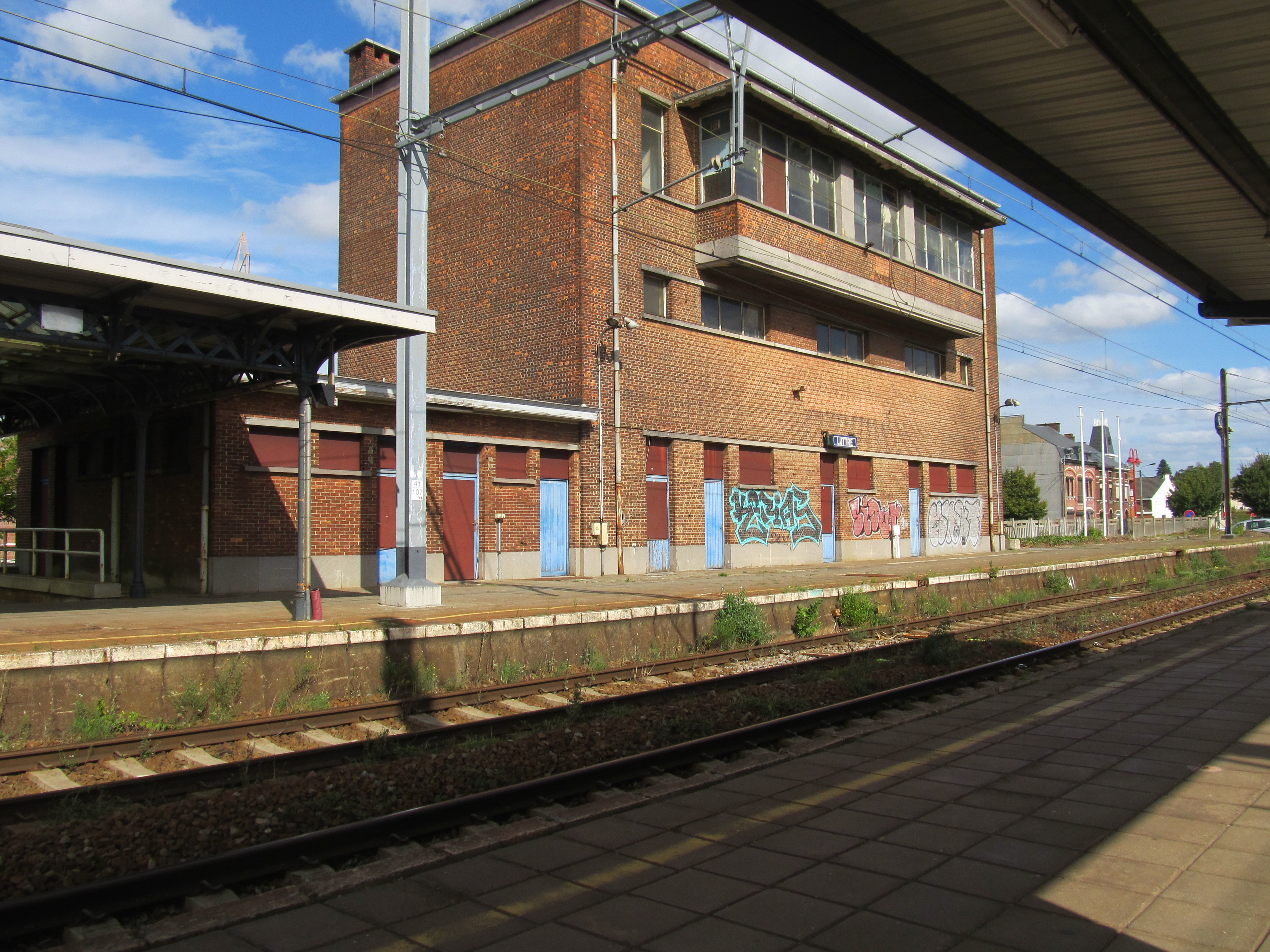
Cabine de signalisation.

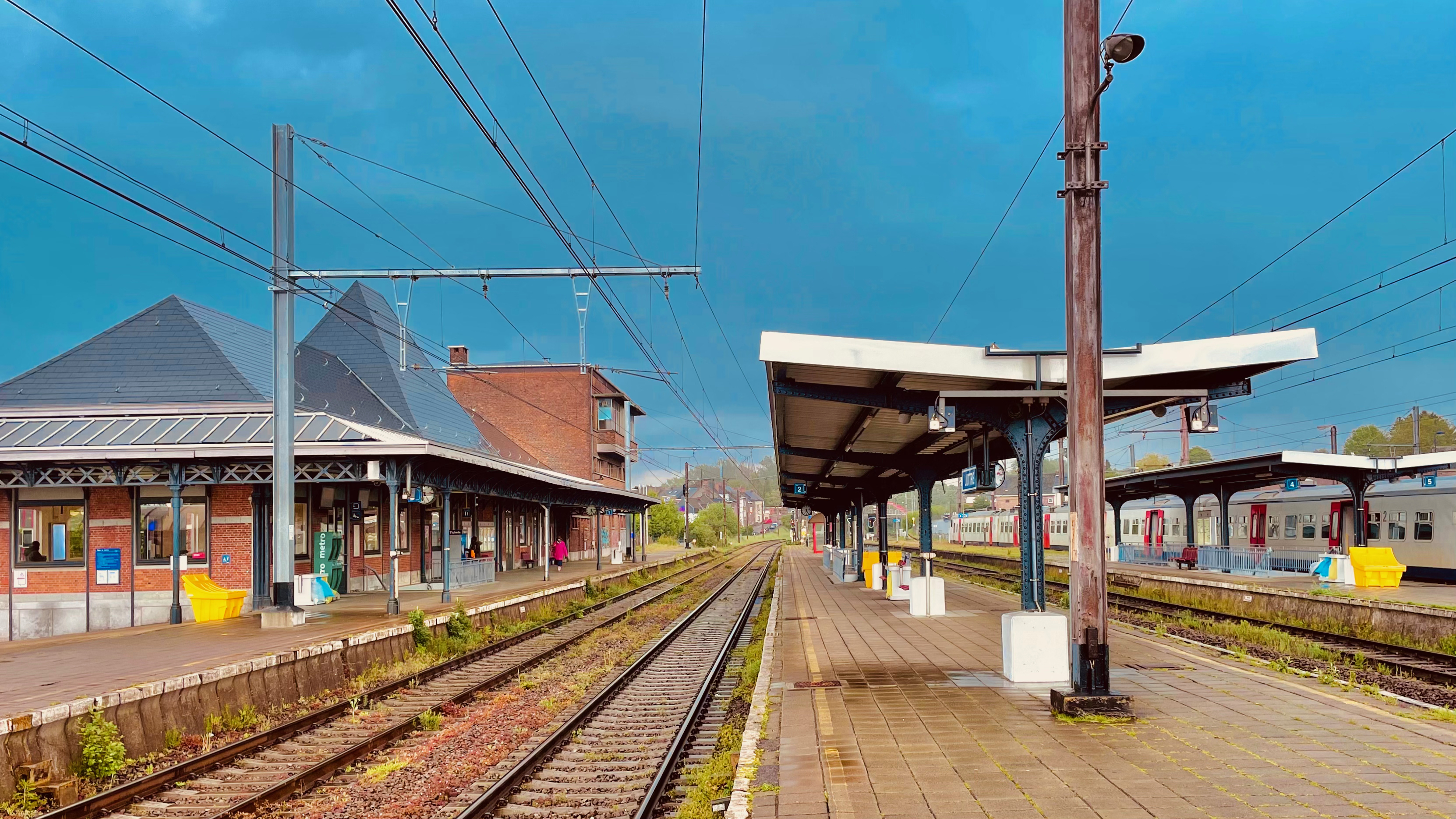
Voies et quais.

Carte générale du canal de Charleroy à Bruxelles et de ses embranchements en canaux et chemins de fer - 1839 - Jean-Baptiste Vifquain ; 1 feuille en couleur ;.

L'avant-projet de chemin de fer destiné à relier Bruxelles à Namur et Charleroi prévoit, dès 1839, de faire passer cette ligne par le lieu-dit « l'Hutte » (Luttre), d'où la ligne vers Namur se dirigerait vers Gosselies et Fleurus tandis qu'une ligne en impasse vers Charleroi longerait le canal Bruxelles-Charleroi.
Ce projet sera complètement remanié par la suite ; seul le tracé entre Luttre et Charleroi se rapproche du projet de 1839.
La « station de Luttre » est mis en service le 2 août 1843 par l'administration des chemins de fer de l'État belge. Elle est située sur la ligne de Braine-le-Comte à Charleroi via Écaussinnes, Manage, Pont-à-Celles, Roux et Marchienne, inaugurée dans son intégralité le 2 août 1843,.
Un chemin de fer de Luttre à Châtelineau est concédé par l'arrêté royal du 21 juillet 1866 à la Compagnie des chemins de fer des bassins houillers du Hainaut, fondée à l'initiative de Simon Philippart. Le tracé passe par Luttre, Gosselies, Jumet, Gilly et Châtelineau. Le cahier des charges prévoit notamment : une mise en service au plus tard le 21 décembre 1869, et la construction d'une nouvelle station à la gare de bifurcation de Luttre située sur la ligne de Bruxelles à Charleroi. Toutefois, cette ligne, ainsi que la ligne de ceinture de Charleroi, n'étaient toujours pas achevées au moment de la reprise par l’État de la Société générale d'exploitation, puis de la faillite des Bassins houillers, qui avaient été chargés par l’État de construire ces lignes.  
Entre le 20 septembre 1873 et le 1er juin 1874, l’État belge réalise une ligne plus directe entre Bruxelles-Midi et Luttre via Braine-l'Alleud et Nivelles. Cette ligne permet de raccourcir les temps de parcours entre Bruxelles et Charleroi ; l’ancienne ligne entre Braine-le-Comte et Luttre conservant un important trafic de marchandises.
La construction de l'actuel bâtiment de la gare remonte à la fin du XXe siècle ou au début du XXe siècle.
D’importantes installations de triage et de réparation se développent alors à Luttre tandis que deux nouvelles lignes (désormais fermées) sont construites au départ de Luttre, :
- La ligne 119, de Luttre à Châtelet, via Gosselies, Gilly et Jumet ;
- La ligne 120, de Luttre à Trazegnies.

Peu avant la Première Guerre mondiale, pour faire face à l’augmentation du trafic, les chemins de fer de l’État belge décident de mettre à quatre voies la ligne 124, entre Luttre et Charleroi. Les travaux, réalisés pendant l'entre-deux-guerres, ne seront achevés qu'avec l’électrification.
La ligne 124 est électrifiée entre 1949 et 1950.
Après-guerre, le déclin du trafic des marchandises provoque la fermeture des lignes 119 et 120.
Le 15 août 1974, un accident de train meurtrier survient sur le pont dit "de Bruxelles", situé à Luttre, enjambant le canal de Bruxelles à Charleroi.
En 1991, la gare qui s’appelait « Luttre - Pont-à-Celles » est rebaptisée « Luttre ».
Dans les années 2000, l’arsenal de Luttre, ancien atelier de réparation des locomotives et wagons, est fermé. Seul subsistent quelques installations utilisées par Infrabel. Plusieurs des bâtiments historiques font l’objet d’un projet de réhabilitation.

## Service des voyageurs

### Accueil
Gare SNCB, elle dispose d'un bâtiment voyageurs, avec guichet, ouvert tous les jours. En 2022, le guichet est fermé de manière permanente. Des aménagements, équipements et services sont à la disposition des personnes à la mobilité réduite.
Un souterrain permet la traversée des voies et le passage d'un quai à l'autre.

### Desserte

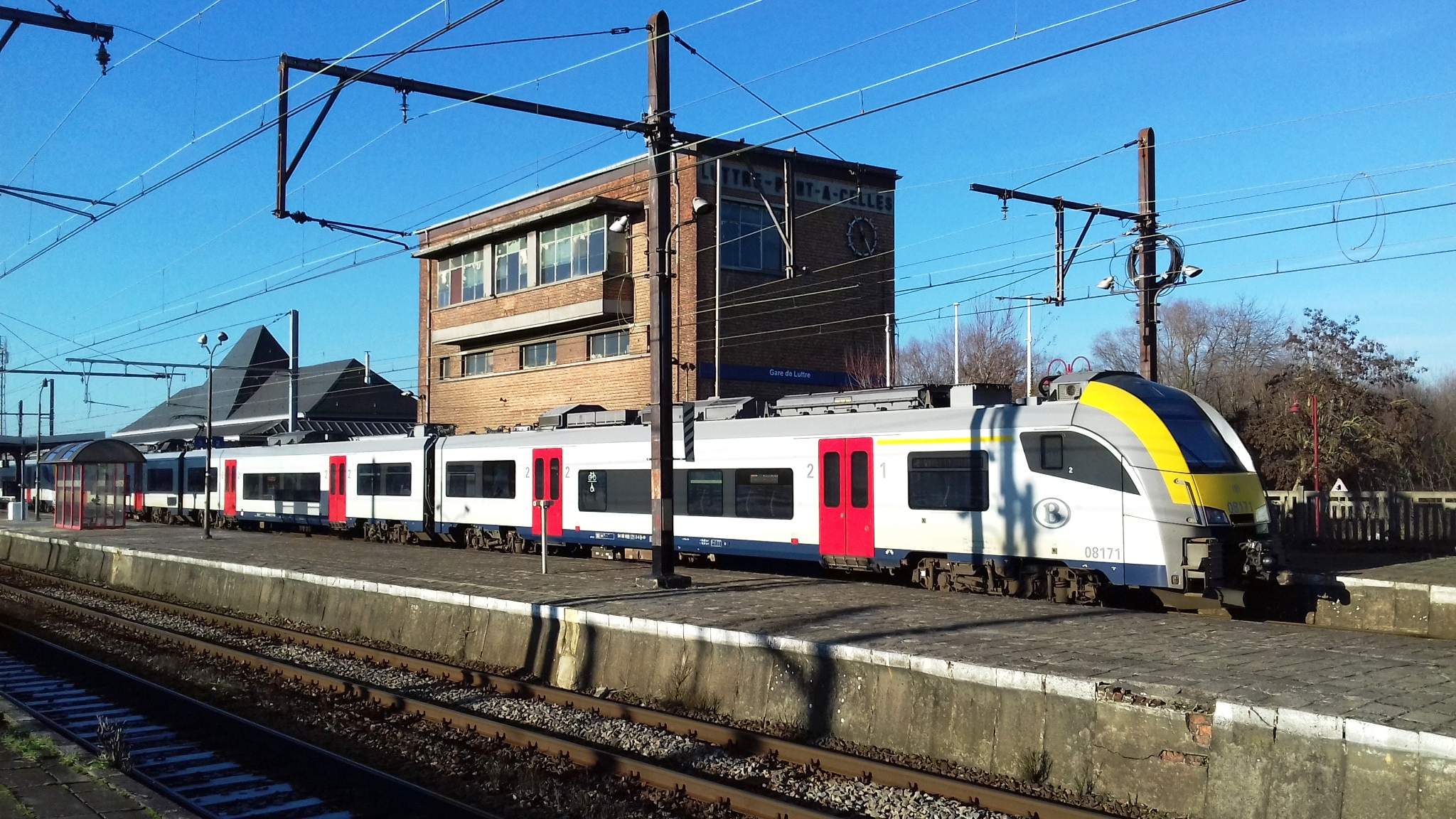
Train de la ligne Bruxelles-Charleroi

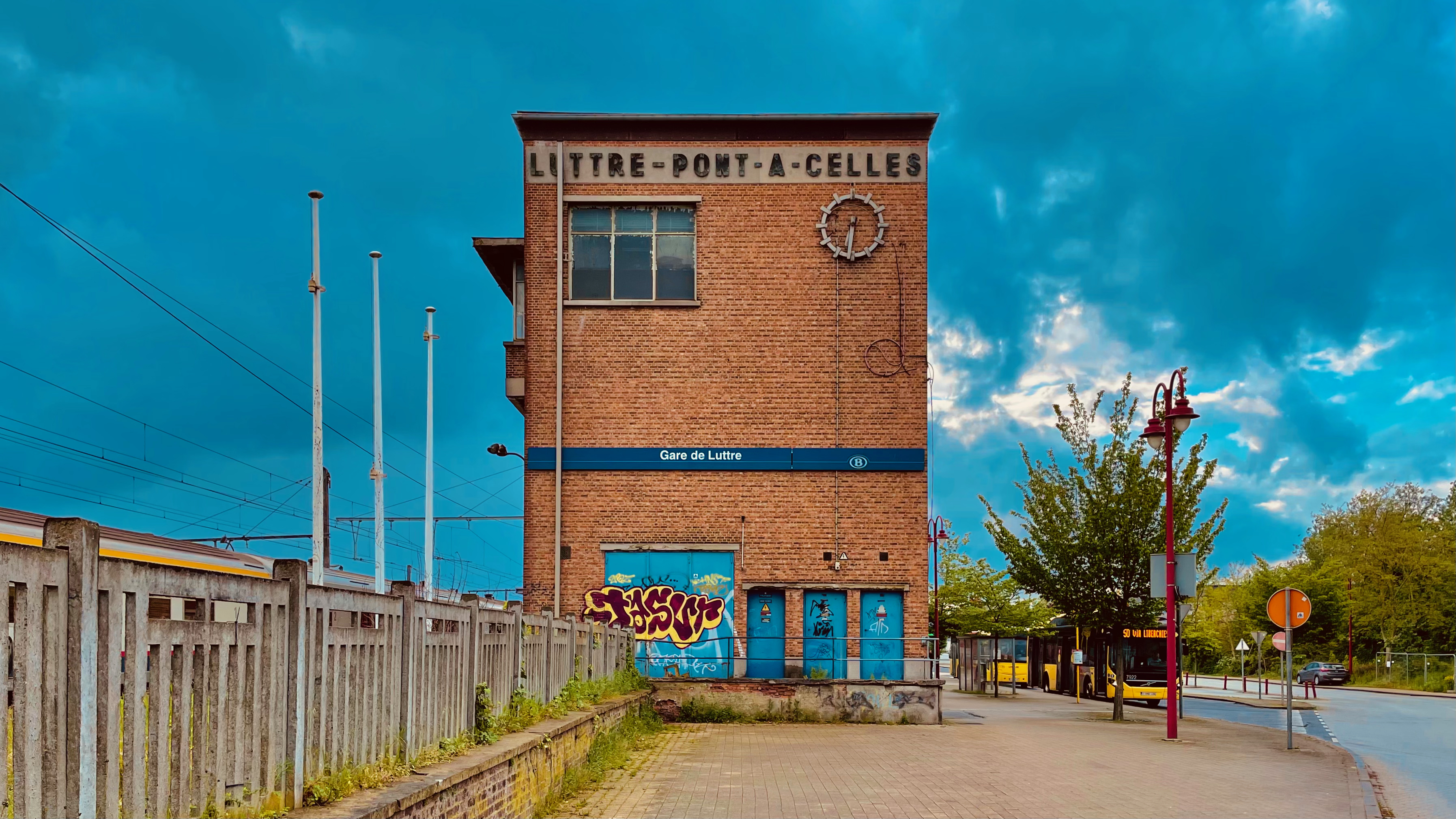
Horloge de style moderniste. On remarque sur le même bâtiment, à la fois l'ancien nom de la gare (Luttre-Pont-à-Celles, au sommet de la façade), et le nouveau (Gare de Luttre, au-dessus du rez-de-chaussée).

Luttre est desservie en semaine par des trains InterCity (IC), Suburbains (S) et d'Heure de Pointe (P) de la SNCB (voir brochures de ligne et brochure du réseau S de Charleroi). La desserte, cadencée à l’heure, comprend :
- des trains IC entre Anvers-Central et Charleroi-Central, via Bruxelles-Central
- des trains IC entre Essen, Anvers, Bruxelles-Central et Charleroi-Central
- des trains S62 entre Luttre et Charleroi-Central via La Louvière
- quatre trains P entre Châtelet ou Jemeppe-sur-Sambre et Schaerbeek (le matin, retour l’après-midi)
- des trains P entre Luttre et Charleroi-Central (deux le matin dans chaque sens et deux l’après-midi dans chaque sens)
- des trains S19 entre Brussels-Airport-Zaventem et Charleroi-Central, via Bruxelles-Schuman
- des trains S62 d'heure de pointe entre Manage et Luttre (deux le matin, retour l’après-midi)
- un unique train S62 entre Luttre et La Louvière-Sud (le matin)
- Trois train S1 Charleroi-Central - Anvers-Central. (1 tôt le matin et 2 le soir)

Les week-ends et jours fériés, la gare ne possède que deux dessertes :
- des trains IC Anvers-Central - Charleroi-Central (toutes les heures)
- des trains S62 La Louvière-Centre - Charleroi-Central (toutes les deux heures)

### Intermodalité
Un parc pour les vélos (gratuit) et un parking (payant) pour les véhicules y sont aménagés.

## Comptage voyageurs
Ce graphique et tableau montre le nombre de voyageurs embarquant en moyenne durant la semaine, le samedi et le dimanche.
| Nombre de passagers qui embarquent à la gare de Luttre | Nombre de passagers qui embarquent à la gare de Luttre | Nombre de passagers qui embarquent à la gare de Luttre | Nombre de passagers qui embarquent à la gare de Luttre |
|                                                        | Semaine                                                | Samedi                                                 | Dimanche                                               |
| ------------------------------------------------------ | ------------------------------------------------------ | ------------------------------------------------------ | ------------------------------------------------------ |
| 1977                                                   | 2 239                                                  | 429                                                    | 341                                                    |
| 1978                                                   | 2 025                                                  | 490                                                    | 315                                                    |
| 1979                                                   | 2 127                                                  | 454                                                    | 256                                                    |
| 1980                                                   | 1 976                                                  | 301                                                    | 225                                                    |
| 1981                                                   | 1 896                                                  | 400                                                    | 276                                                    |
| 1982                                                   | 1 870                                                  | 327                                                    | 218                                                    |
| 1983                                                   | 1 826                                                  | 255                                                    | 154                                                    |
| 1984                                                   | 2 305                                                  | 251                                                    | 152                                                    |
| 1985                                                   | 2 425                                                  | 299                                                    | 262                                                    |
| 1986                                                   | 2 294                                                  | 246                                                    | 165                                                    |
| 1987                                                   | 1 954                                                  | 327                                                    | 257                                                    |
| 1988                                                   | 2 071                                                  | 469                                                    | 312                                                    |
| 1989                                                   | 2 373                                                  | 603                                                    | 399                                                    |
| 1990                                                   | 2 599                                                  | 647                                                    | 492                                                    |
| 1991                                                   | 2 624                                                  | 542                                                    | 511                                                    |
| 1992                                                   | 2 841                                                  | 556                                                    | 499                                                    |
| 1993                                                   | 2 759                                                  | 507                                                    | 515                                                    |
| 1994                                                   | 2 742                                                  | 487                                                    | 359                                                    |
| 1995                                                   | 2 760                                                  | 476                                                    | 364                                                    |
| 1996                                                   | 2 504                                                  | 506                                                    | 446                                                    |
| 1997                                                   | 2 360                                                  | 415                                                    | 341                                                    |
| 1998                                                   | 2 124                                                  | 347                                                    | 232                                                    |
| 1999                                                   | 1 791                                                  | 452                                                    | 266                                                    |
| 2000                                                   | 1 855                                                  | 440                                                    | 332                                                    |
| 2001                                                   | 1 806                                                  | 352                                                    | 306                                                    |
| 2002                                                   | 2 256                                                  | 310                                                    | 304                                                    |
| 2003                                                   | 1 927                                                  | 406                                                    | 326                                                    |
| 2004                                                   | 2 446                                                  | 264                                                    | 266                                                    |
| 2005                                                   | 1 893                                                  | 502                                                    | 440                                                    |
| 2006                                                   | 1 746                                                  | 472                                                    | 266                                                    |
| 2007                                                   | 1 969                                                  | 413                                                    | 334                                                    |
| 2008                                                   | -                                                      | -                                                      | -                                                      |
| 2009                                                   | 2 036                                                  | 391                                                    | 311                                                    |
| 2010                                                   | -                                                      | -                                                      | -                                                      |
| 2011                                                   | -                                                      | -                                                      | -                                                      |
| 2012                                                   | 2 323                                                  | 478                                                    | 484                                                    |
| 2013                                                   | 2 212                                                  | 464                                                    | 487                                                    |
| 2014                                                   | 2 358                                                  | 672                                                    | 502                                                    |
| 2015                                                   | 2 285                                                  | 701                                                    | 593                                                    |
| 2016                                                   | 2 229                                                  | 343                                                    | 268                                                    |
| 2017                                                   | 2 222                                                  | 493                                                    | 325                                                    |
| 2018                                                   | 1 830                                                  | 494                                                    | 434                                                    |
| 2019                                                   | 1 994                                                  | 520                                                    | 433                                                    |
| 2020                                                   | 1 264                                                  | 472                                                    | 437                                                    |
| 2021                                                   | -                                                      | -                                                      | -                                                      |
| 2022                                                   | 1 938                                                  | 1 912                                                  | 1 653                                                  |
| 2023                                                   | 1 992                                                  | 658                                                    | 547                                                    |
| 2024                                                   | 2 249                                                  | 601                                                    | 479                                                    |

## Patrimoine ferroviaire

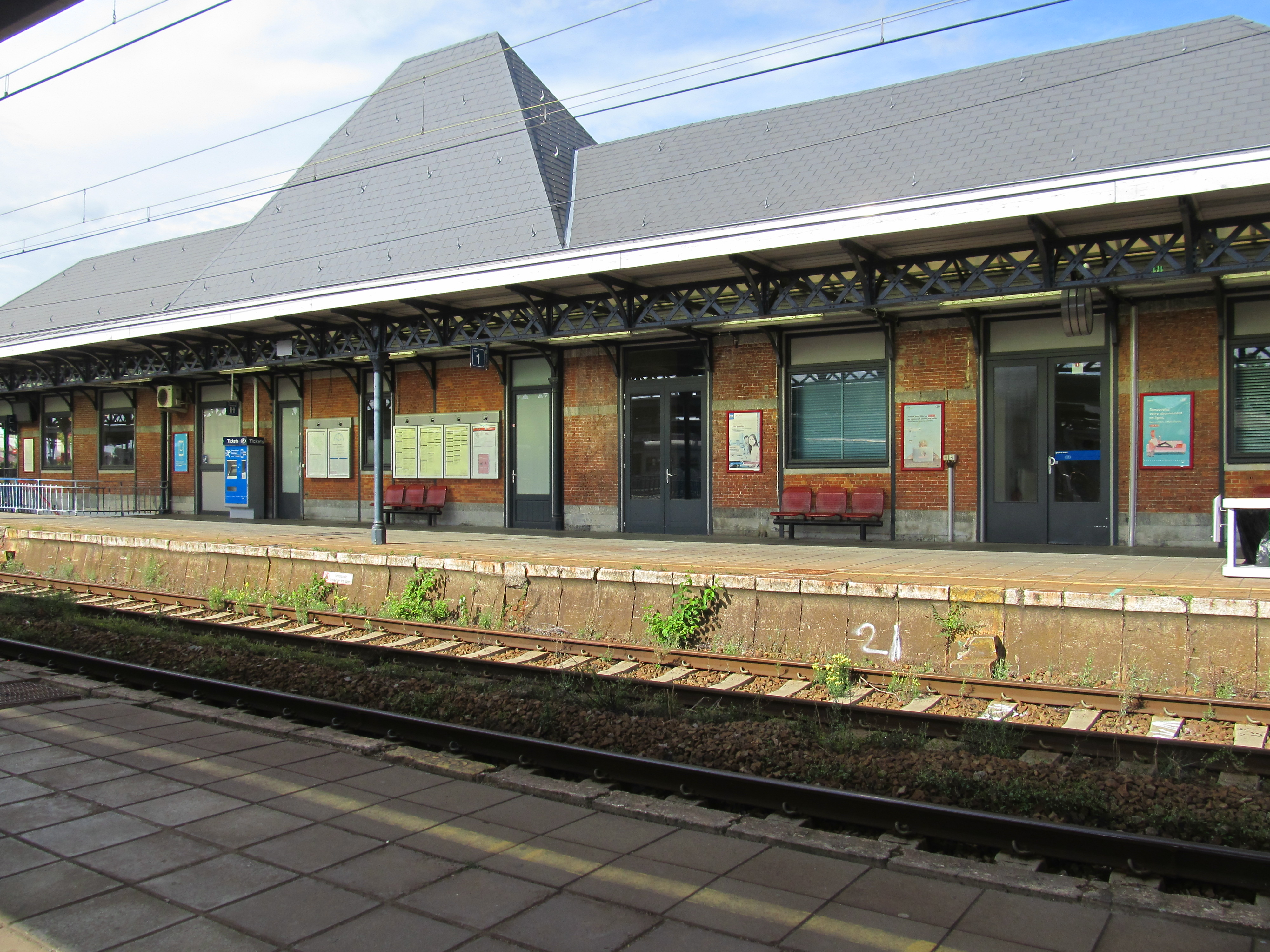
Marquise et bâtiment de la gare.

Le bâtiment de la gare est utilisé par les voyageurs ; il jouxte une cabine de signalisation désaffectée construite vers 1947.[réf. nécessaire]
Le bâtiment des recettes, sans étage, est constitué de trois volumes symétriques ; il a la particularité de reposer sur une armature en poutres métalliques : une méthode de construction fort rare en Belgique. Le volume central, plus haut, possédait à l'origine une lucarne ; la marquise de quai est toujours présente.
De l'autre côté des voies, deux bâtiments de l'arsenal de Malines ont été reconvertis, ; la grande halle reste inutilisée et plusieurs bâtiments plus petits ont été démolis.